# Godfrey Hounsfield
Sir Godfrey Newbold Hounsfield (n. 28 august 1919 – d. 12 august 2004) a fost un inginer electric englez care a împărțit Premiul Nobel pentru Fiziologie sau Medicină cu Allan McLeod Cormack pentru contribuțiile sale în dezvoltarea tehnicilor de diagnosticare folosind tomografia axială computerizată (conform originalului, Computerized Axial Tomography, sau CAT).
Numele său este dat așa zisei scalei Hounsfield, scală ce folosește metoda de măsurare cantitativă a radiodensității folosite în evaluarea scanărilor CAT. Scala este măsurată în unități de măsură numite unități Hounsfield, având simbolul HF, măsurânad - 1000 HF, în cazul aerului, 0 HF, în cazul apei, până la + 1000 HF, în cazul oaselor.
1. ↑   http://global.britannica.com/biography/Godfrey-Newbold-Hounsfield Lipsește sau este vid: |title= (ajutor)
2. ↑  Godfrey Newbold Hounsfield, Munk's Roll
3. ↑  Godfrey Newbold Hounsfield, Brockhaus Enzyklopädie, accesat în 9 octombrie 2017
4. ↑  Sir Godfrey Newbold Hounsfield, Encyclopædia Britannica Online, accesat în 9 octombrie 2017
5. ↑  „Godfrey Hounsfield”, Gemeinsame Normdatei, accesat în 27 aprilie 2014
6. ↑  Czech National Authority Database, accesat în 1 martie 2022
7. ↑  IdRef, accesat în 22 mai 2020
8. ↑  Table showing prize amounts (PDF) (în engleză), Fundația Nobel, aprilie 2019, accesat în 3 februarie 2021
9. ↑  The Nobel Prize in Physiology or Medicine 1979 (în engleză), nobelprize.org, accesat în 3 februarie 2021
10. ↑   https://www.fi.edu/en/laureates/godfrey-n-hounsfield Lipsește sau este vid: |title= (ajutor)
11. ↑   https://www.wilhelmexner.org/en/medalists/ Lipsește sau este vid: |title= (ajutor)
12. ↑   https://laskerfoundation.org/award/clinical/ Lipsește sau este vid: |title= (ajutor)
13. ↑  National Inventors Hall of Fame
14. ↑  Plarr's Lives of the Fellows, accesat în 8 ianuarie 2024
15. ↑   https://www.iop.org/about/awards/silver-subject-medals/dennis-gabor-medal-and-prize-recipients Lipsește sau este vid: |title= (ajutor)
16. ↑   https://thejohnscottaward.github.io/jsc/1951-2010.html Lipsește sau este vid: |title= (ajutor)
17. ↑   https://royalsociety.org/medals-and-prizes/mullard-award/ Lipsește sau este vid: |title= (ajutor)